# Kolcenkî, Zinkiv
Kolcenkî (în ucraineană Кольченки) este un sat în comuna Ciovno-Fedorivka din raionul Zinkiv, regiunea Poltava, Ucraina.

## Demografie
Componența lingvistică a localității Kolcenkî
     Ucraineană (100%)
Conform recensământului din 2001, toată populația localității Kolcenkî era vorbitoare de ucraineană (100%).